# Hypsiboas nympha
Hypsiboas nympha es una especie de anfibio anuro de la familia Hylidae.

## Distribución geográfica
Esta especie se encuentra por debajo de los 600 m sobre el nivel del mar en la Cuenca del Amazonas en:
- Colombia en el departamento de Amazonas;
- Ecuador en las provincias de Sucumbíos, Orellana, Napo, Pastaza y Morona-Santiago;
- Perú en la región de Loreto.

Su presencia es incierta en Brasil.

## Publicación original
- Faivovich, Moravec, Cisneros-Heredia & Köhler, 2006: A new species of the Hypsiboas benitezi group from the western Amazon Basin (Amphibia: Anura: Hylidae). Herpetologica, vol. 62, n.º 1, p. 96-108.[5]